# Glider Pro
Glider Pro (или Glider 4.0 for Windows) — компьютерная игра, аркада, в которой игрок управляет полётом бумажного самолёта. Игра была разработана Джоном Калхауном (англ. John Calhoun) и издана компанией Casady & Greene в 1991 году.
Glider PRO является последней игрой серии Glider. Когда Casady & Greene обанкротилась, права на серию возвратились к её автору — Калхауну, — который предпочёл сделать несколько версий игры бесплатными для загрузки на своём сайте.

## История разработки
Игра была разработана Джоном Калхауном и была издана компанией Casady & Greene в 1991 году. Игра получила известность благодаря тому, что у неё был хороший редактор уровней и преданные поклонники.

## Геймплей
Игрок может летать на бумажном самолёте внутри, вокруг, над и под домом. Цель игры — собрать все скрытые звёзды. Игрок может летать только вперёд и назад. Чтобы увеличивать высоту, нужно летать над воздушными течениями, исходящими от вентиляторов. Возможно скользить на поверхностях, покрытых жиром. Главный интерес игры состоит в необходимости избегать столкновений с препятствиями, как неподвижными, так и подвижными. Неподвижные препятствия включают мебель, пол, бумагорезки, свечи, паутины и воду. Движущиеся препятствия включают вражеские бумажные самолёты, баскетбольные мячи, воздушные шары, рыбы и тостеры.
На уровнях присутствуют увеличители/усилители способностей и возможностей самолёта: резинки (оружие), фольга (защита), батарейки (увеличения скорости), гелий (позволяет лететь вверх) и листы бумаги (дополнительные жизни). Чтобы победить, игроку нужно разгадать загадки. Также есть счёт, на котором накапливаются бонусы-часы.